# Hako
Die Hako GmbH ist ein Unternehmen für Reinigungstechnik und ultraleichte Nutzfahrzeuge für diese Zwecke mit Sitz in Bad Oldesloe. Sie wurde am 24. Dezember 1948 gegründet. Der Name leitet sich vom Firmengründer Hans Koch ab.

## Geschichte

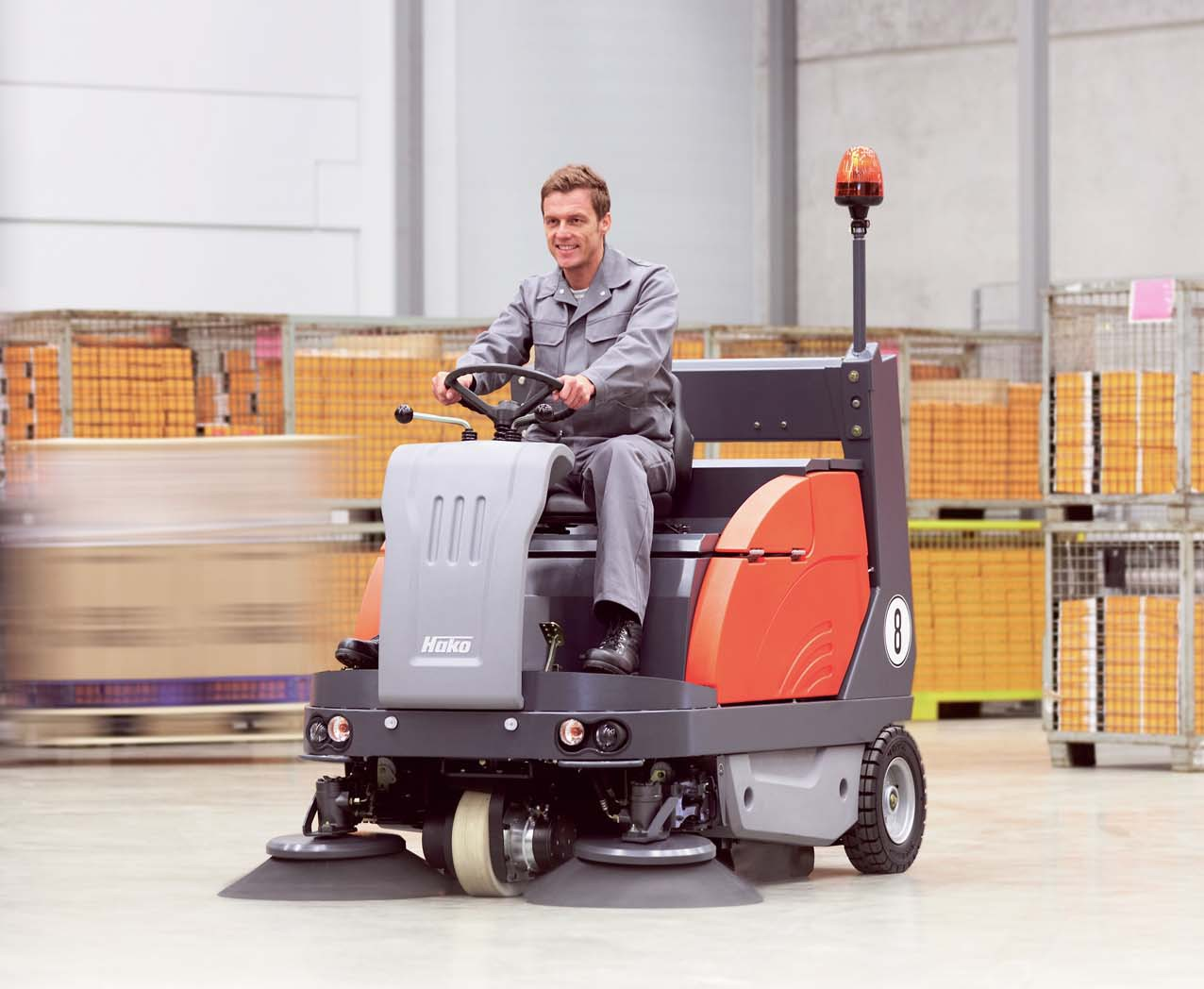
Hako Jonas 1200

Hans Koch entwickelte in einer Landkommune in Harxbüttel (heute Stadtteil von Braunschweig) die erste Kleinmotorhacke der Welt. Er nannte diese DiMoHa, „Die motorisierte Hand“. Es handelte sich um einen Motor mit Schneckengetriebe, welches auf dem Rücken getragen wurde. Dieser trieb über eine flexible Welle die Hackmesser an, welche den Boden auflockerten und dabei das Unkraut ausrissen. 1925 erhielt Koch darauf sein erstes Patent. Die Entwicklung konnte er mit Unterstützung von bäuerlichen Kleinverbänden finanzieren. Die Erfindung der ersten Motorheckenschere konnte er wiederum am 23. Juni 1925 erfolgreich zum Patent anmelden.
1948 gründete Hans Koch nach Flucht vor den vorrückenden sowjetischen Truppen in Pinneberg bei Hamburg die Maschinenbaufirma Hans Koch & Sohn, Abkürzung: Hako. Am Heiligabend 1948 wurde das neue Unternehmen ins Handelsregister eingetragen. Nach der Firmengründung wurden die Motorhacken sowie die Einachser-Systemfräsen in Serienfertigung hergestellt.
1954 verlegte Koch seinen Betrieb nach Bad Oldesloe, zunächst in die Lübecker Straße. In den 1970er Jahren zog Hako in das Gewerbegebiet an der Hamburger Straße, wo sich der Unternehmenssitz noch heute befindet.

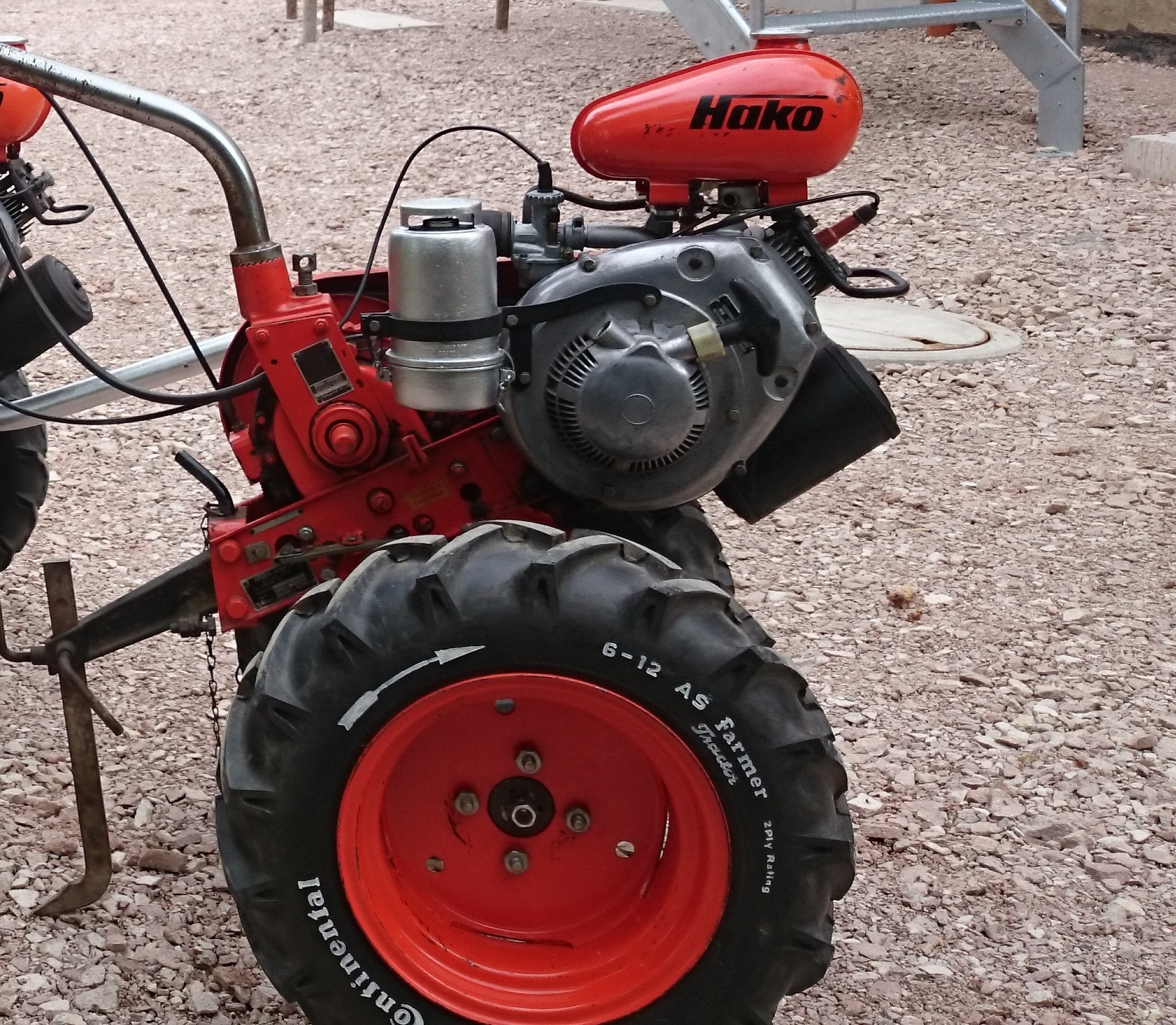
HAKOrette 5004

Mit Entwicklung der Motorhacke „Hakorette“, eines Einachsers, begann 1956 der Aufstieg des Unternehmens. Sowohl die DiMoHa als auch die Hakorette stehen im Deutschen Museum in München – als besondere technische Leistung.
1960 erfolgte die Produktion der ersten eigenen Vierrad-Kompaktschlepper vom Typ Hakotrak T6. Im selben Jahr wurde Tyll Necker kaufmännischer Geschäftsführer sowie Mitgesellschafter. Die technische Leitung übernahm Tim Koch, Sohn von Hans Koch. Tochter Karin, seit 1955 Ehefrau von Tyll Necker, übernahm dann die Personalabteilung.
1961 wurde die erste europäische Kehrsaugmaschine entwickelt und kurz danach produziert.
1962 wurde das Zweigwerk Trappenkamp errichtet, wo später das Technologiezentrum gegründet wurde. Heute befindet sich dort das Kompetenzzentrum für die Kunststoffverarbeitung.

Hako Citytrac 4200 DA Mähsaugkombination

1966 zog sich der Firmengründer Hans Koch aus dem Unternehmen zurück, und Tyll Necker übernahm allein die Führung.
1975 gingen die ersten europäischen Scheuersaugmaschinen in Produktion.
1980 wurde das Unternehmen American Cleaning Equipment Corporation – heute Minuteman International, USA – übernommen. 1989 wurden Geräte für die Gebäudereinigung auch in Bad Oldesloe hergestellt. 1995 wurde die Sparte Außenreinigung aufgebaut. Die Reinigungssparte (für Unternehmen und Kommunen) macht heute den Hauptumsatz des Unternehmens aus.
1991 wurde die Havelländische Maschinenbau GmbH gekauft. Heute ist sie das Kompetenzzentrum für Multifunktionale Geräteträger.
1998 übernahm Hako die Mehrheit (75,3 %) am thüringischen Unternehmen Multicar Waltershausen. Heute ist es das Kompetenzzentrum für Geräteträger und Transporter. Im selben Jahr wurde die Firma PowerBoss durch die Hako-Tochter Minuteman International in den USA erworben.
Ebenfalls 1998 wurden die seit 1996 produzierte kleine Unimog 409 (UX 100) und dazugehörige Produktionseinrichtungen von Daimler-Benz übernommen. Der UX 100 wurde als Kommobil noch bis Ende 2002 weiterproduziert.

Hako Citymaster 2000 Euro 5

2005 wurde mit der Hako-Service GmbH das zentrale Gebraucht- und Mietmaschinengeschäft begonnen.
Die Possehl-Gruppe hatte bereits 2004 und 2006 in zwei Schritten die Mehrheit (56 %) an Hako erworben. Zum 1. Januar 2006 übernahmen die Lübecker auch die unternehmerische Führung bei Hako und gliederten das Unternehmen mit rund 400 Mio. Euro Umsatz innerhalb der Possehl-Gruppe als eigenständigen Geschäftsbereich ein. Am 1. Oktober 2007 erwarb man die restlichen Anteile, sodass Hako seitdem zu 100 % zur Possehl-Gruppe gehört.
2012 wurden die Hako-Werke GmbH sowie die Hako International GmbH zur Hako GmbH verschmolzen.
2013 wurden die Produktbereiche Multicar und Citymaster unter der Dachmarke Hako vereint und der Multicar M31 als erstes Fahrzeug unter dem neuen Markendesign eingeführt.
2014 führte man mit Scrubmaster, Sweepmaster und Cleanserv neue, international gängige Namen im Produktsegment Reinigungstechnik ein. Im selben Jahr gelang mit der Einführung des Citymaster 1600 die Abrundung des Sortiments im Kommunaltechnikprogramm.

## Produkte
Die Hako-Gruppe zählt zu den international führenden Herstellern von Reinigungsmaschinen, multifunktionalen Geräteträgern und Transportern.
Im Bereich Reinigungstechnik produziert Hako selbst folgende Produkte: Scheuersaugmaschinen, Kehr- und Kehrsaugmaschinen, kombinierte Kehr- und Scheuersaugmaschinen, Kleingeräte für die professionelle Innenreinigung, Reinigungsmittel und Dosiersysteme. Im Bereich Kommunaltechnik werden Außenreinigungsmaschinen sowie multifunktionale Geräteträger hergestellt.
Die US-Tochter Minuteman International ist ein Hersteller von hochwertigen gewerblichen und industriellen Bodenreinigungsmaschinen. Die Produktbereiche sind Scheuersaugmaschinen, Maschinen für die nasse und trockene Teppichreinigung, Kleingeräte für die Gebäudereinigung, Kehr- und Kehrsaugmaschinen sowie Spezialsauger.
Die PowerBoss Inc, eine Tochtergesellschaft der Minuteman International und damit Teil der Hako-Unternehmensgruppe, produziert Kehrsaugmaschinen, Scheuersaugmaschinen sowie kombinierte Kehr- und Scheuersaugmaschinen.

## Struktur
Die Unternehmenszentrale befindet sich seit 1954 in Bad Oldesloe. Neben dem dort angesiedelten Werk und weiteren Produktionsstätten in Glindow, Trappenkamp und Waltershausen fertigt die Hako-Gruppe auch in Polen und den USA.